# Azték kód

Azték mintakód

Az azték kód kétdimenziós vonalkód, amelyet az egyesült államokbeli Welch Allyn vállalatnál dolgozó Andy Longacre fejlesztett ki 1995-ben. Az eredetileg szabadalmaztatott kód ma már szabadon felhasználható. Az ISO/IEC 24778 szabványosítja. A neve az aztékok lépcsős piramisára utal: a levegőből nézve a piramis erősen hasonlít a kód közepén látható pontra és az azt körülvevő négyzetekre.

## Felépítése
A kód közepén található „céltábla” több, egymásba skatulyázott négyzetből áll. Az elemi szimbólumok szintén négyzetesek. Kis (12 karakter) és nagy (több mint 3000 karakter) adatmennyiség egyaránt kódolható vele. A Reed-Solomon hibajavító eljárás legfeljebb 32 biztonsági fokozatot támogat: az adattartalom még akkor is olvasható marad, ha a kód 25%-a (kis kódnál akár 40%-a) olvashatatlan. Az azték kód az egyetlen, ahol nincs szükség a kódot körülvevő üres sávra, ezért ez a kód bárhol elhelyezhető. 

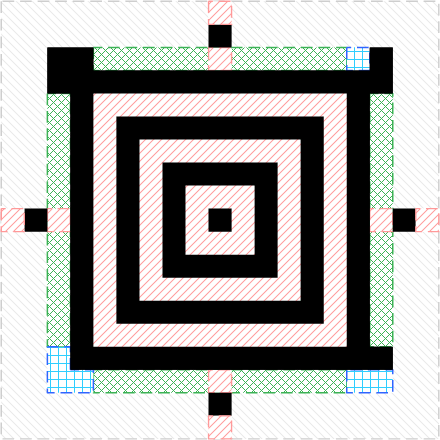
Nagy azték kód magja. A piros és kék satírozott területnek fehérnek kell lennie; a zöld területen található információ a kód méretét mutatja. Maga az adat a szürkével satírozott peremterületen, az itt mutatott magon kívül található.
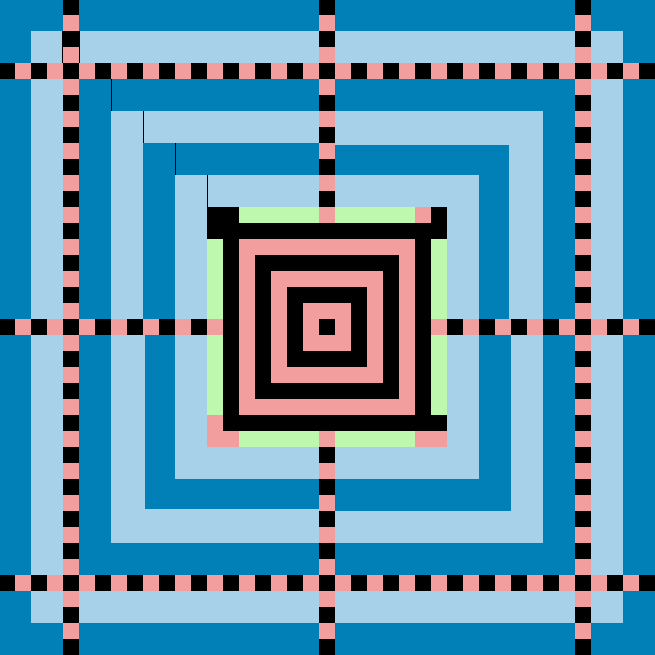
A vonatkoztatási pontok elhelyezkedése nagy kódon.
Példa nagy kódra. A magjában láthatjuk a bal oldalon ábrázolt struktúrát.

## Alkalmazás

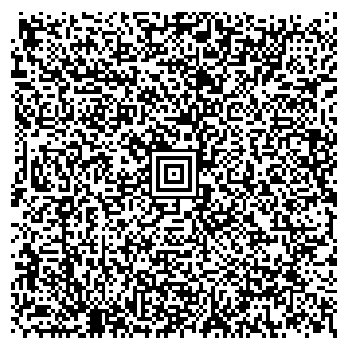
Azték kód a Deutsche Bahn menetjegyén.

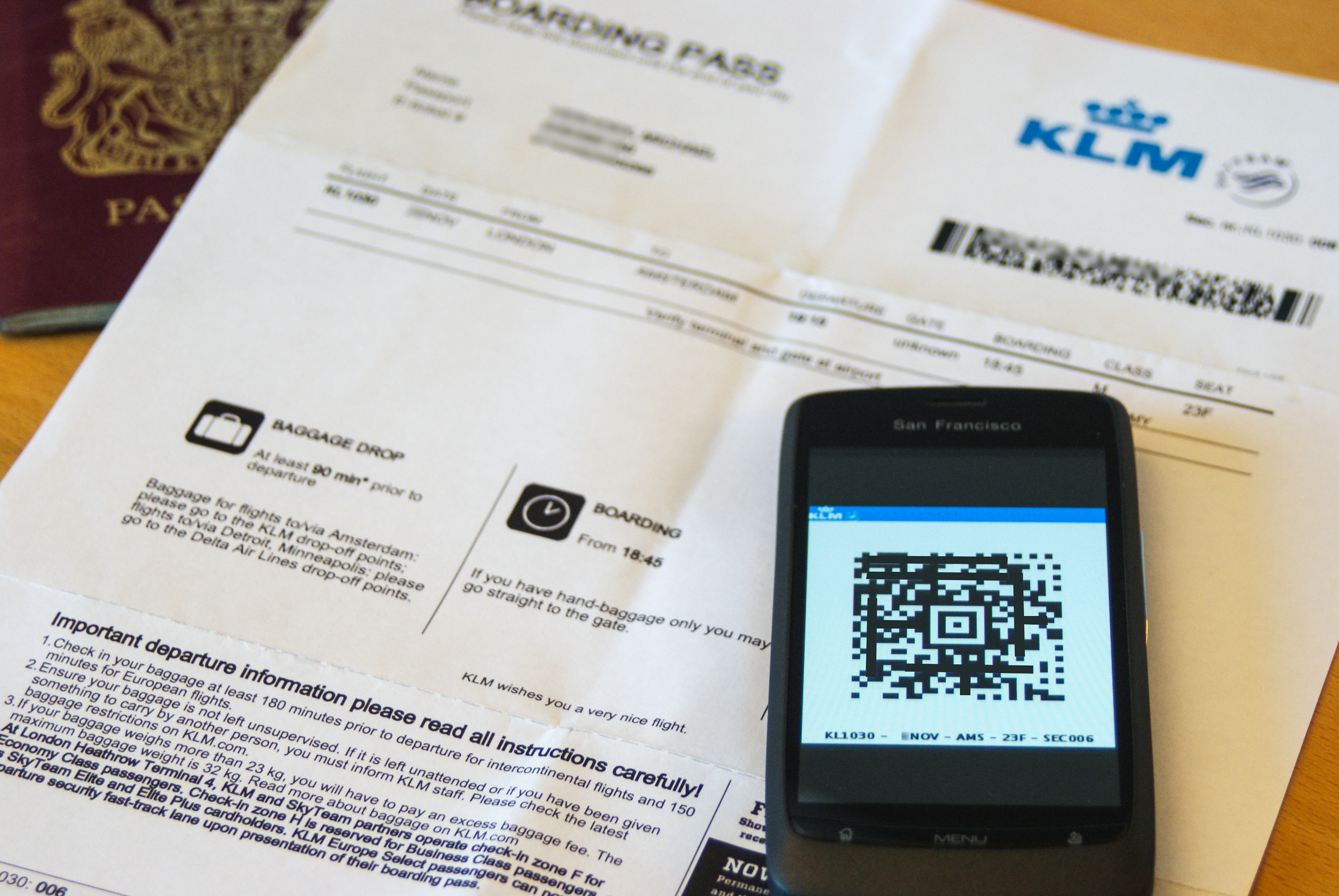
KLM-beszállókártya. A nyomtatott változaton PDF417 vonalkód, az okostelefonon azték kód.

A Nemzetközi Vasútegylet (UIC) menetjegyein szabványosított azték kód található. A kód felépítése a következő: az „#UT01” karaktersorozat után a vasúttársaság RICS-kódja található (például: MÁV „0055”, GySEV „0043”), aztán az aláírókulcs azonosítója (például „000010”), az adatok ASN.1 kódolású DSA-aláírása, végül zlib-tömörítéssel a jegyre nyomtatott szinte valamennyi adat.
Ezt a rendszert használja a Deutsche Bahn, a Nederlandse Spoorwegen, az Österreichische Bundesbahnen, az SNCF, a České dráhy, a Trenitalia, a Svájci Szövetségi Vasutak és az Egyesült Királyság vasúttársaságai. A helyi közösségi közlekedésben Bécsben, Grazban és Budapesten is használják. Budapesten a járművek ajtaja mellett található, kilenc számjegyet tartalmazó azték kód a járművet azonosítja.
Az azték kódot sok légitársaság is használja. A beszállókártyát az IATA szabványosítja; 2007-ben a kétdimenziós vonalkód is megjelent a kártyán. Eredetileg a PDF417, a Datamatrix és a QR-kód volt használható, de a 2009-es 4-es verzió már az azték kódot is felsorolja választható elemként. A 2018-ban megjelent 7-es verziótól kezdve pedig a kód már a nyomtatott beszállókártyán is feltüntethető. Az IATA maximum 83 × 83 elemből álló azték kódot használ, főként Európában. Az ázsiai térségben a QR-kódot részesítik előnyben, mert az alapját képező ISO-szabvány definiálja a kínai és japán írásjegyeket is.

## Fordítás
Ez a szócikk részben vagy egészben  az   Aztec code című német Wikipédia-szócikk ezen változatának fordításán alapul.  Az eredeti cikk szerkesztőit annak laptörténete sorolja fel. Ez a jelzés csupán a megfogalmazás eredetét és a szerzői jogokat jelzi, nem szolgál a cikkben szereplő információk forrásmegjelöléseként.